# Jüdischer Friedhof (Gogolin)
Koordinaten: 50° 29′ 16,8″ N, 18° 0′ 54″ O

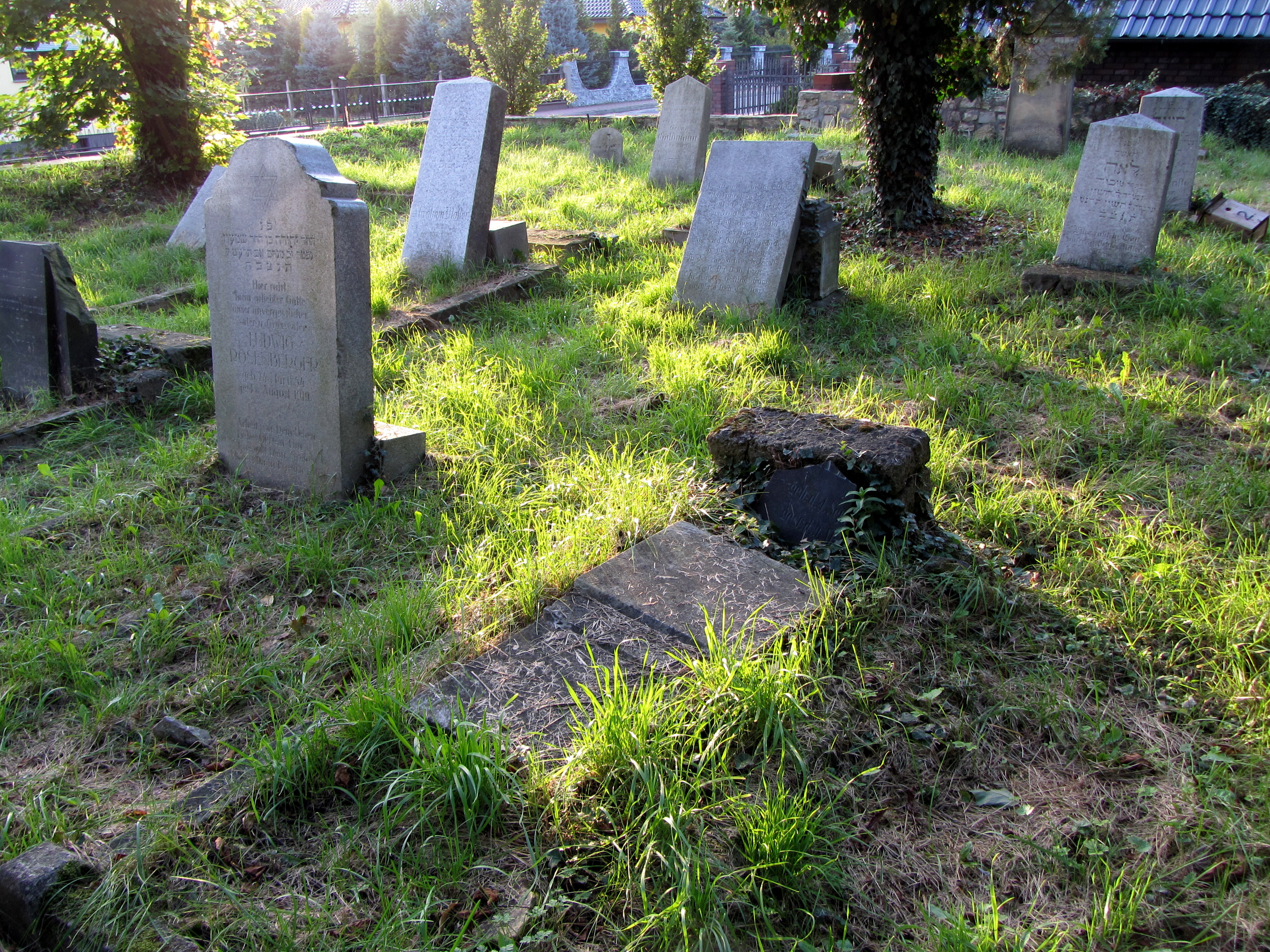
Grabsteine

Der Jüdische Friedhof in Gogolin, einer polnischen Kleinstadt im Powiat Krapkowicki in der Woiwodschaft Oppeln, wurde 1862 errichtet. Der jüdische Friedhof an der Wyzwolenia Straße ist ein geschütztes Kulturdenkmal.
Auf dem jüdischen Friedhof in Gogolin, direkt neben dem katholischen Friedhof, sind noch Dutzende Grabsteine (Mazevot) vorhanden.